# Smattrorna
Smattrorna är skär i Åland (Finland). De ligger i Skärgårdshavet och i kommunen Saltvik i landskapet Åland, i den sydvästra delen av landet. Öarna ligger omkring 44 kilometer norr om Mariehamn och omkring 260 kilometer väster om Helsingfors.
Arean för den av öarna koordinaterna pekar på är 0,3 hektar och dess största längd är 140 meter i nord-sydlig riktning. Trakten är glest befolkad. Det finns inga samhällen i närheten.